# نرمدین سلیموف
نرمدین سلیموف (بلغاری: Нермедин Селимов؛ زادهٔ ۳ ژانویهٔ ۱۹۵۴) کشتی‌گیر اهل بلغارستان بود.